# 额璘臣
额璘臣（1600年—1656年），蒙古族，鄂尔多斯左翼中旗人，鄂尔多斯左翼中旗札萨克多罗郡王、伊克昭盟盟长。

## 生平
额璘臣是博硕克图之次子，斯楞额尔德尼之弟，生于1600年。1627年，其兄死后，袭任鄂尔多斯济农。1630年前后，林丹汗撤销了额璘臣的济农职务。后来他和喀喇沁、永谢布等部在土默特赵城（今呼和浩特）被察哈尔部林丹汗击败。1635年，后金西征林丹汗的儿子额哲，他要挟额哲，分其部属，后金大军来到后，他和弟弟垂喇珲台吉归顺后金，献出察哈尔千余户，皇太极赐他济农之号。1644年，献驼马貂皮。跟随清朝英亲王阿济格攻打李自成，次年回到鄂尔多斯，受朝廷赏赐。1649年，清朝封额璘臣为鄂尔多斯左翼中旗札萨克多罗郡王，准许世袭。任伊克昭盟第一任盟长，并且兼任鄂尔多斯济农。1656年，额璘臣逝世。